# 阿马地酮
阿马地酮（INN：amadinone）也称为19-去甲氯地孕酮，是19-去甲孕酮和17α-羟孕酮组的甾体孕激素，于1968年合成并表征，但从未上市。它具有抗促性腺激素特性，因此是一种功能性抗雄激素。该化合物还还存在一种乙酸酯，即乙酸阿马地酮，但同样从未上市。